# Casnate con Bernate
Casnate con Bernate est une commune italienne de la province de Côme dans la région Lombardie en Italie.

## Administration
| Période                                  | Période     | Identité           | Étiquette               | Qualité |
| ---------------------------------------- | ----------- | ------------------ | ----------------------- | ------- |
| 01 avr 2010                              | 30 mar 2015 | Fabio Bulgheroni   | Le Peuple de la liberté |         |
| 01 avr 2005                              | 30 mar 2010 | Gianfranco Barocco |                         |         |
| 01 avr 2000                              | 30 mar 2005 | Rita Clara Cetrone |                         |         |
| Les données manquantes sont à compléter. |             |                    |                         |         |

### Communes limitrophes
Côme, Cucciago, Fino Mornasco, Grandate, Luisago, Senna Comasco

## Personnalités
- Federico Seneca (1891-1976, dessinateur, affichiste et publiciste né à Fano et installé en 1969 à Casnate con Bernate où il est mort.